# Samsung Galaxy A42 5G
O Samsung Galaxy A42 5G (também conhecido como Samsung Galaxy M42 5G) é um smartphone Android desenvolvido e fabricado pela Samsung Electronics. Faz parte da série Galaxy A, que é voltada para o mercado intermediário. A empresa divulgou este telefone no dia 2 de setembro de 2020.

## Especificações

### Software
O smartphone sai de fábrica com sistema operacional móvel Android 10 sob a interface One UI 2.5 da Samsung.